# Bairdia reussi
Bairdia reussi är en kräftdjursart. Bairdia reussi ingår i släktet Bairdia och familjen Bairdiidae. Inga underarter finns listade.